# Merrifieldia baliodactylus
Merrifieldia baliodactylus là một loài bướm đêm thuộc họ Pterophoridae. Loài này có ở hầu hết châu Âu.
Sải cánh dài 20–27 mm. Con trưởng thành bay từ tháng 7 đến tháng 8 làm một đợt ở Tây Âu.
Ấu trùng ăn Origanum vulgare. They bite through the stem và cause the upper leaves to wilt.